# Debora Vogel
Debora Vogel (ur. 4 stycznia 1900 w Bursztynie, zm. 1942 we Lwowie) – dwujęzyczna żydowska pisarka, filozofka, krytyczka literacka i krytyczka sztuki, pisząca po polsku i w jidysz (także, w mniejszym stopniu, po hebrajsku).

## Droga życiowa
Pochodziła z galicyjskiej inteligenckiej rodziny żydowskiej. Urodziła się w niewielkim miasteczku Bursztyn, gdzie jej ojciec sprawował funkcję dyrektora szkoły żydowskiej. Podczas I wojny światowej rodzina Voglów przebywała w Wiedniu, zaś po jej zakończeniu osiadła we Lwowie. Debora ukończyła niemieckie gimnazjum jeszcze w Wiedniu. W 1919 podjęła studia w zakresie filozofii, psychologii i polonistyki na Uniwersytecie Jana Kazimierza we Lwowie, które od 1924 kontynuowała na Uniwersytecie Jagiellońskim, gdzie w 1926 obroniła pracę doktorską Znaczenie poznawcze sztuki u Hegla i jego modyfikacji u Józefa Kremera. Po studiach została wykładowczynią psychologii i literatury polskiej w seminarium hebrajskim we Lwowie. Podczas okupacji sowieckiej uczelnia została przekształcona w seminarium dla nauczycieli jidysz i Vogel wykładała tam także literaturę żydowską.
Debiutowała po polsku, jednak w latach dwudziestych zaczęła pisać w jidysz i w tym języku powstała znaczna część jej twórczości; tłumaczyła także teksty z jidysz na polski (teksty własne oraz twórczość poetów jidysz) oraz z języka polskiego na jidysz (głównie teksty własne). W latach 30. była współpracowniczką licznych czasopism, m.in. „Chwili”, „Naszej Opinii”, pism „Cusztajer” i „Inzich” ukazujących się w jidysz oraz „Sygnałów” i „Wiadomości Literackich”.
Była znawczynią kubizmu, konstruktywizmu, śledziła i opisywała twórczość żydowskich malarzy wzorujących się na Fernandzie Léger związanych z lwowską grupą „Artes”, wśród których był ilustrator jej twórczości Henryk Streng. Pośród jej serdecznych przyjaciół był pisarz, malarz i grafik Bruno Schulz. Schulza poznała przez Stanisława Ignacego Witkiewicza (Witkacego), z którym była zaznajomiona i który jest autorem jej – niezachowanego w oryginale – portretu. W listach Schulza kierowanych do Vogel powstała pierwsza wersja Sklepów cynamonowych.
Pisała poezję, montażową prozę i eseje teoretyczne. Uważała się za „ambasadorkę modernizmu” i misję tę realizowała wygłaszając liczne wykłady. Współpracowała z artystami lwowskiego „artesu” i Grupy Krakowskiej, była również związana z nowojorskimi introspektywistami jidysz z grupy „Inzich” (Wsobie). We wstępie do katalogu wystawy Montaże. Debora Vogel i nowa legenda miasta, która miała miejsce w 2017 roku w Muzeum Sztuki w Łodzi, kuratorzy pisali:
Była jedną z pokolenia budowniczych świata, którym to mianem Andrzej Turowski określił awangardzistów wierzących, mówiąc za samą Vogel w „legendę konstruktywności”, a zarazem naznaczonych piętnem nadciągającej katastrofy i ją też w sztuce przeczuwających. A jednak długo pozostawała nieznana. Co najwyżej wzmiankowana przy okazji paru nazwisk polskiej, męskiej awangardy i modernizmu, jak Witkacy czy Schulz, z którymi była zaprzyjaźniona. Powodów po temu jest kilka, a marginalizacja kobiet w historii tych nurtów to jeden z nich i to wcale niebłahy. Siła i nowatorstwo teorii-praktyki Vogel, eksperymentu artystycznego i krytyki społecznej zarazem, nie zostały w swoim czasie dostatecznie rozpoznane. Był to projekt tworzony w materii wielojęzycznej (co stało się kolejną przeszkodą dla jego recepcji), w języku polskim, hebrajskim, niemieckim, a przede wszystkim jidysz, o którym wciąż zapominamy, że współtworzył pole historii awangardy polskiej i międzynarodowej.
Zginęła we lwowskim getcie w sierpniu 1942 roku podczas akcji likwidacyjnej Żydów, wraz z matką, mężem (architektem Szulimem Barenblüthem) i synkiem Aszerem. Pisarkę wraz z rodziną znalazł Henryk Streng, który pracował wówczas przy sprzątaniu ciał zamordowanych podczas akcji sierpniowej.

## Twórczość

### Poezja
- Tog figurn (1930)[3]
- Manekinen (1934)[4]

Polskie tłumaczenia wybranych wierszy znajdują się w aneksie do pracy Karoliny Szymaniak Być agentem wiecznej idei...

### Proza
- Akacjes blien (w jidysz) (1935)
- Akacje kwitną przekład autorski na język polski (1936), najnowsze wydanie Austeria 2006 (zawiera dodatkowo współczesne tłumaczenia nieprzełożonych dotychczas późniejszych montaży), ISBN 83-89129-49-3.

### Krytyka
- Pozycja Stanisława Ignacego Witkiewicza we współczesnej kulturze polskiej
- Temat i forma w sztuce Chagalla [w jidysz]
- Genealogia fotomontażu i jego możliwości
- Statyka, dynamika i aktualność w sztuce [w jidysz]
- „Białe słowa” w poezji [w jidysz]
- Montaż jako gatunek literacki [w jidysz]

Trzy pierwsze teksty ukazały się w piśmie „Ogród” (tekst o Chagallu w tłumaczeniu Tomasza Kuberczyka). Tłumaczenia trzech ostatnich esejów oraz kilku innych teoretycznych prac znajdują się w aneksie do pracy Karoliny Szymaniak, Być agentem wiecznej idei...

### Opracowania
Karolina Szymaniak: Być agentem wiecznej idei. Przemiany poglądów estetycznych Debory Vogel, Universitas, Kraków 2006, ISBN 83-242-0658-2.